# راشد العلان
راشد عيسى العلان (مواليد 27 نوفمبر 1987) لاعب كرة قدم بحريني يلعب حاليا لصالح نادي الدرجة الأولى البحرين البحريني في مركز الظهير الأيمن من 2007 كما يجيد اللعب في مراكز قلب الدفاع والوسط الأيمن والجناح الأيمن.

## السيرة الذاتية
في سبتمبر 2009 قرر البحرين إيقاف العلان لمدة موسمين بسبب قيامه بالتدريب في المحرق من دون علمه ولكنه قرر بعدها تغيير القرار إلى إعارة اللاعب لمدة موسمين إلى الرفاع.
بعد فترة قصيرة من انضمامه للرفاع تعرض العلان إلى إصابة وهي قطع في الرباط الصليبي. ولم يتم إجراء عملية جرائية إلا في عام 2014 أي بعد مرور خمس سنوات.

## الإنجازات

### الرفاع
- كأس ملك البحرين (1): 2010

### البحرين
- الدرجة الثانية (1): 2016